# José Joaquín Flores

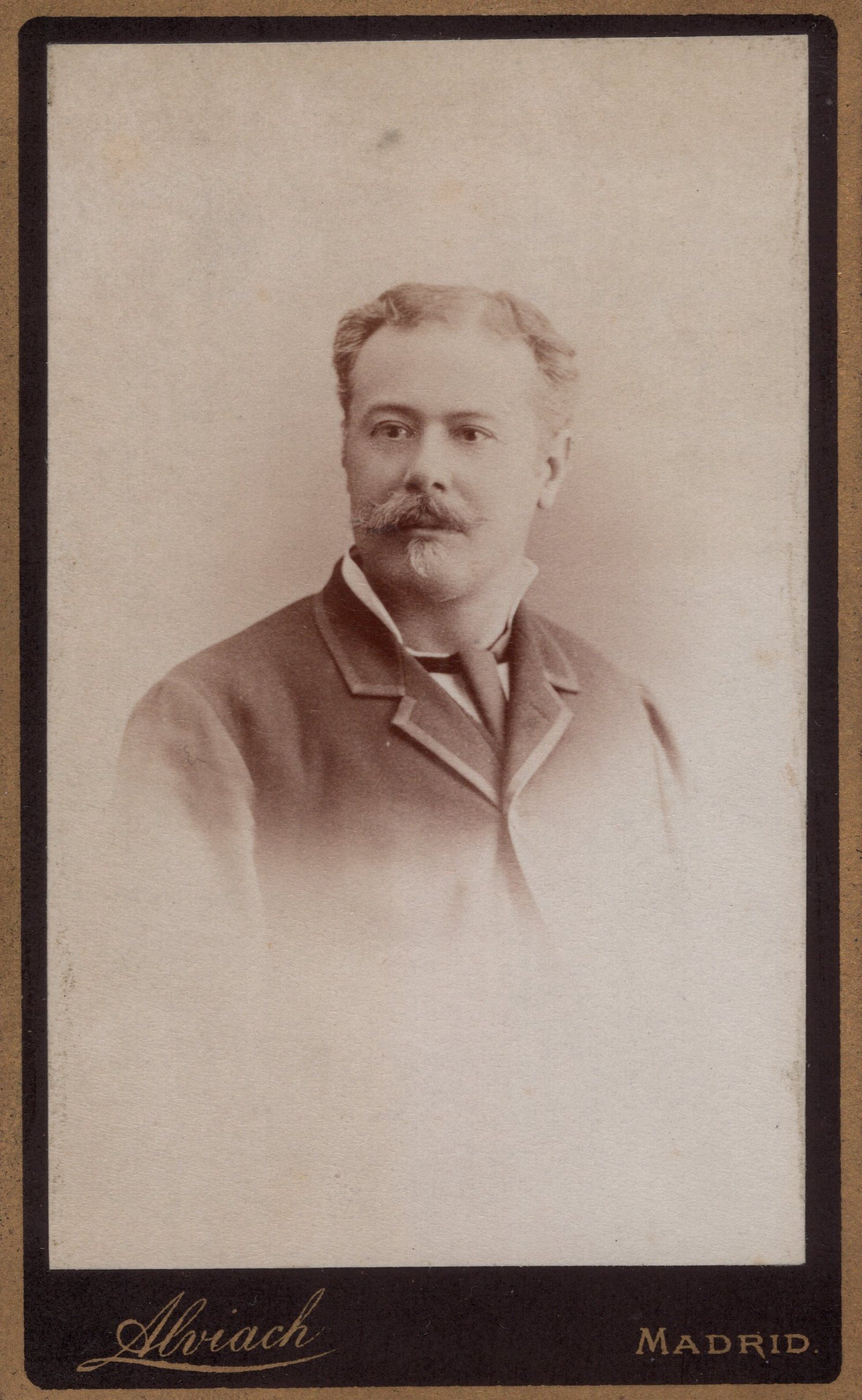

José Joaquín Flores (1840-1913), fue un pintor español del siglo XIX.

## Biografía
Pintor natural de la localidad ciudadrealeña de Daimiel, fue discípulo de Carlos Luis de Rivera y de Carlos Mújica. En la Exposición Nacional de Bellas Artes de 1866 presentó El solterón y su criada, bonito cuadro de género, por el que obtuvo una mención honorífica. Viajó por Italia y Francia, y presentó en la Exposición de París de 1868 otro cuadro representando Un tocador de mandolina. Flores, que era manco, no podía servirse de la mano izquierda para el ejercicio de su arte.